# Rosa Estaràs Ferragut

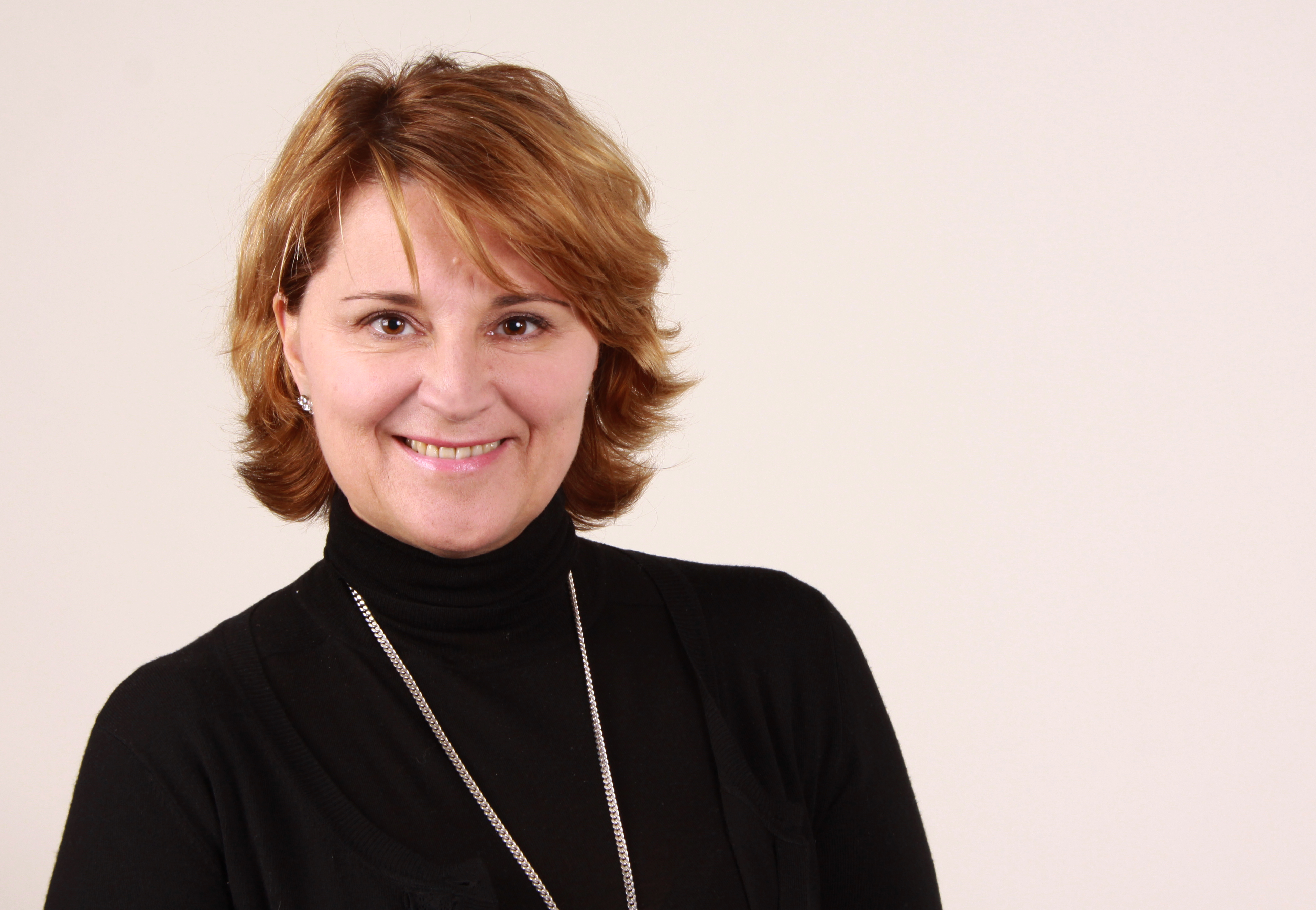
Rosa Estaràs Ferragut, (2014)

Rosa Estaràs Ferragut (* 21. Oktober 1965 in Palma) ist eine spanische Politikerin (Partido Popular).
Nach ihrem Studienabschluss in Rechtswissenschaft mit dem Spezialgebiet Viktimologie an der Universität der Balearen arbeitete Estàras Ferragut ab 1990 als nicht praktizierende Rechtsanwältin der Anwaltskammer der Balearen. Sie war Vorsitzende der PP auf den Balearen und gehörte dem nationalen Parteivorstand an. Von 1991 bis 2005 war sie stellvertretende Bürgermeisterin von Valldemossa auf Mallorca. 1995 zog sie in das Regionalparlament der Balearen ein, nachdem sie bereits 1993 stellvertretende Präsidentin der dortigen Regionalregierung wurde.
Von 2000 an war sie drei Jahre lang Oppositionsführerin. 2003 wurde sie wieder stellvertretende Präsidentin der Regionalregierung sowie Vorsitzende des Regionalparlaments. Bei der Europawahl 2009 gelang ihr der Einzug in das Europäische Parlament.